# عبد العزيز عبد الرحمن المسلم
عبد العزيز عبد الرحمن المسلم شاعر وكاتب وباحث وناشر إماراتي، ولد في الشارقة عام 1966م، ويشغل منصب رئيس معهد الشارقة للتراث. صدرت له مجموعة من المؤلفات منها: كتاب «موسوعة الكائنات الخرافية في التراث الإماراتي: دراسة في المخيلة الشعبية»، ومجموعة «بنات واق واق: وحكايات أخرى» التي حصل بها على جائزة «سرد الذهب» عن فرع السرود الشعبية عام 2023م.

## العمل
- رئيس معهد الشارقة للتراث من عام 2015م.[4]
- عين عضواً في مجلس إدارة هيئة الشارقة للكتاب في مايو 2023م.[5]
- مؤسس ورئيس مجلس إدارة دار كلمن للنشر.[6]
- كاتب في عدد من الصحف والمجلات الإماراتية، كما كتب في دوريات ومجلات عربية، ارتبط اسمه بالتراث الثقافي والحكايات الشعبية، منذ منتصف الثمانينات. أعاد كتابة عدد كبير من الحكايات الإماراتية، كما كتب عدداً من الدراسات والأبحاث في التراث الثقافي، وكان له دور في مجال التراث الثقافي محليا وعربيا، ومثّل الإمارات في منظمات دولية مثل: اليونسكو، الوايبو، الإيكروم، ايرسيكا.
- باحث وكاتب، مهتم بالتراث الثقافي العربي، يعمل على دعم المشاريع العربية وتشجيع الباحثين والمؤسسات المعنية بذلك، ساهم بالارتقاء بنظرة المجتمع للتراث، وكرّس جهوده الشخصية وخبراته وسلطاته في المؤسسات التي ينتمي لها، لوضع التراث في مكانته التي يستحقها، إلى جانب المعارف والثقافات الأصيلة.
- حاضر في مادة التراث بُغية التنوير بأهمية التراث الثقافي والتوعية بحاجة المجتمع إليه، أصدر مؤلفات عدة في الأدب والتراث.[4]

## نشأته وتعليمه
ولد عبد العزيز عبد الرحمن المسلم في الشارقة عام 1966. ودرس التاريخ والحضارة الإسلامية في بيروت والشارقة، وتخصص في التراث الثقافي ونال الدكتوراة في التاريخ والتراث من جامعة الحسن الثاني بالمملكة المغربية. برز في منتصف الثمانينيّات حتى منتصف التسعينيات كشاعر عامي، ثم أسس مع مجموعة من أصدقاءه مجلة (مزون) عام 1990 المختصة بالشعر والإبداع الشعبي، في ذات الوقت عيّن مسؤولا عن التراث الثقافي في إمارة الشارقة فتوسعت اهتماماته في عموم التراث الثقافي، وهو يعمل منذ العام 1987 حتى الآن في حقل التراث الثقافي.

## التأثير الثقافي
يُعد عبد العزيز المسلم من رواد التراث والثقافة الإمارتية. أفردت جريدة ذا ناشيونال الإمارتية في مقاله لها مجهوداته من أجل نشر القصص الأدبية.
أعد وقدم عدد من البرامج في الشعر الشعبي، اسم ومعنى وقصيدة (إذاعة أبوظبي 1990)، ديوان زايد (تلفزيون أبوظبي 2018)، شدو الحروف (تلفزيون الشارقة 2020).
نشر كتابه (خراريف) وهي دراسات في الكائنات الخرافية ثم حوّل بعضها إلى برنامج تلفزيوني بنفس العنوان، ثم نشر كتابه (حكايات خرافية) و (النيّة ذهب) ومجموعة حكايات خرافية أخرى في إصدارات مختلفة، منها حكاية أمير البحار الفائزة بجائزة العويس للإبداع عام 2015، ثم توج ذلك بإصدار موسوعة الكائنات الخرافية في التراث الإماراتي.
ترجمت بعض أعماله إلى الإنجليزية والفرنسية والإيطالية والبرتغالية الإسبانية والروسية والهندية.

## إصدارات
| الإصدار                                                                        | سنة النشر | ملاحظات                            |
| ------------------------------------------------------------------------------ | --------- | ---------------------------------- |
| سفر الليالي (شعر)                                                              | 1990      |                                    |
| بقايا الليل (شعر)                                                              | 1995      |                                    |
| طفولة حب وسلام                                                                 | 1998      | شعر للأطفال.                       |
| الذاكرة الشعبية                                                                | 1999      |                                    |
| الأزياء والزينة في الإمارات                                                    | 2001      |                                    |
| مدخل إلى اللهجة الإماراتية                                                     | 2001      |                                    |
| راشد الشوق: أشهر رواة الموروث الشعبي في الإمارات                               | 2011      | بالاشتراك مع محمد عبد السميع يوسف. |
| مراود: ألغاز وأسئلة تراثية                                                     | 2002      |                                    |
| بو سماح: آخر نهام في الإمارات 1917 - 1995 م                                    | 2003      | بالاشتراك مع محمد عبد السميع يوسف. |
| مرامس: من الذاكرة الشعبية                                                      | 2004      |                                    |
| مدائن الريح                                                                    | 2004      | رحلات                              |
| دروب الود                                                                      | 2006      | سير وتراجم                         |
| خراريف: دراسات في الكائنات الخرافية في السرد الشفاهي الإماراتي                 | 2007      |                                    |
| لحظة                                                                           | 2007      | شعر                                |
| تذكار: مختارات من شعر علي بن رحمه الشامسي                                      | 2007      |                                    |
| من القلب                                                                       | 2009      | مقالات                             |
| حكايات خرافية                                                                  | 2010      |                                    |
| غايه والحنيش: حكاية شعبية من الإمارات العربية المتحدة                          | 2010      |                                    |
| دجاجة ميثانة: حكاية شعبية من الإمارات العربية المتحدة                          | 2011      |                                    |
| بديحه: حكاية من التراث الإماراتي                                               | 2011      |                                    |
| مدائن الريح                                                                    | 2011      |                                    |
| الثقافة الشفهية: رؤية في أهم منابع الثقافة الشعبية في الإمارات العربية المتحدة | 2013      |                                    |
| كنا كنا: حكاية من التراث                                                       | 2013      |                                    |
| النية ذهب: حكاية من التراث                                                     | 2013      | [ 9 ]                              |
| المعنى: أحاديث الأوائل من الذاكرة الشعبية                                      | 2014      | [ 10 ]                             |
| الثقافة الشعبية: رؤية في أهم منابع الثقافة الشعبية في الإمارات العربية المتحدة | 2016      | [ 11 ]                             |
| الأعمال الشعرية                                                                | 2017      |                                    |
| أمثال السَّنّْع: باقة من الأمثال الشعبية الإمارتية                                 | 2018      | [ 12 ]                             |
| 10 حكايات خرافية من التراث الإماراتي                                           | 2018      |                                    |
| صوغة: مجموعة شعرية                                                             | 2018      |                                    |
| نعم أقرأ نعم أكتب                                                              | 2018      |                                    |
| كاريبو                                                                         | 2018      |                                    |
| التراث الثقافي في الإمارات العربية المتحدة: رؤية في أهم المنابع والمؤثرات      | 2019      |                                    |
| رادا: حكاية                                                                    | 2020      | [ 13 ]                             |
| موسوعة الكائنات الخرافية في التراث الإماراتي: دراسة في المخيلة الشعبية         | 2020      | [ 14 ]                             |
| وهل تعلم: شعر شعبي                                                             | 2020      | [ 15 ]                             |
| جحا والباب: حكاية من التراث الإماراتي                                          | 2020      | [ 16 ]                             |
| المعنى: أحاديث الأوائل من الذاكرة الشعبية                                      | 2020      |                                    |
| مدونة مسافر                                                                    | 2021      |                                    |
| نفس                                                                            | 2021      |                                    |
| الواري : 12 حكاية وكائناً خرافياً في البحر: من حكايات البحارة في الإمارات        | 2022      | [ 17 ]                             |

## معهد الشارقة للتراث
معهد الشارقة للتراث هو أحد المؤسسات الثقافية في حكومة الشارقة، وهو متخصص في عرض التراث العربي الإماراتي، يرأسه عبد العزيز عبد الرحمن المسلم.

### فعاليات معهد الشارقة للتراث
- أيام الشارقة التراثية: من أكبر الفعاليات التي يقيمها المعهد سنويا من الأول من أبريل وهو احتفال بيوم التراث العالمي الذي يصادف 18 أبريل ويستمر الاحتفال طوال الشهر.[18][19]
- يوم الراوي: احتفاء بالكنوز البشرية وبقيمة السرد الشفاهي.
- ملتقى الحرف التراثية: تجمع ثقافي حرفي يحتفي بالحرفيين والعاملين بمجال الحرف التقليديه التراثية اليدوية.

## مناصبه التنفيذيه
- عضو تنفيذي بالمجلس الدولي للتراث الثقافي ICCROM
- رئيس (المنظمة الدولية لمهرجانات التراث الشعبي)CIOFF الإمارات
- سفير مجلس الإمارات لكتب اليافعين
- رئيس تحرير مجلة الموروث (مجلة علمية فصلية محكمة تعنى بالتراث الثقافي)
- رئيس تحرير مجلة مراود
- عضو مجموعة أسابيع الشارقة الثقافية العالمية
- رئيس معهد الشارقة للتراث
- رئيس ومؤسس دار كلمن للنشر
- المدير الإقليمي للمنظمة الدولية للفن الشعبي IOV
- عضو لجنة مشروع الشارقة الثقافي الذي يديره سمو حاكم الشارقة
- عضو فاعل في عدد من المنظمات الدولية في التراث الثقافي
- أستاذ زائر في عدد من الجامعات المحلية والدولية (الإمارات، الصين، اسبانيا، إيطاليا).[11]

## التكريم والجوائز
- شهادة الأداء الحكومي المتميز في الخدمة العامة 2003 م – حكومة الشارقة - الإمارات
- شخصية العام الثقافية – جريدة الخليج 2012 – الإمارات
- شخصية العام الثقافية في الإمارات من صحيفة الخليج عام 2012م.
- وسام المبدعين الخليجيين من الأمانة العامة لمجلس التعاون الخليجي (فئة البحث في التاريخ الشفهي)، الكويت عام 2014م.
- جائزة العويس للابداع لأفضل كتاب للطفل، عن كتاب «أمير البحار» 2015 الإمارات
- حصل على جائزة رجل التراث العربي من الاتحاد العربي للإعلام السياحي عام 2023م.[20]
- جائزة «سرد الذهب» في دورتها الأولى عن فرع السرود الشعبية عام 2023م.[2]

## ظهوره التلفزيوني
- برنامج (أبجديات تراثية)علي تلفزيون الشارقة.
- برنامج (المقيظ) تلفزيون دبي.
- برنامج (هذاك أول) علي تلفزيون دبي.
- برنامج (النيشان) تثقيفي ومسابقات علي تلفزيون الشارقة.
- برنامج (تواصيف) في عدد من القنوات التلفزيونية.

## وصلات خارجية
- الموقع الرسمي لعبد العزيز عبد الرحمن المسلم
- قصه العادات الخفيه للامارات